# Nirmal
Nirmal é uma cidade e um município no distrito de Adilabad, no estado indiano de Andhra Pradesh.

## Geografia
Nirmal está localizada a 19° 06′ N, 78° 21′ L. Tem uma altitude média de 340 metros (1115 pés).

## Demografia
Segundo o censo de 2001, Nirmal tinha uma população de 74 017 habitantes. Os indivíduos do sexo masculino constituem 50% da população e os do sexo feminino 50%. Nirmal tem uma taxa de literacia de 65%, superior à média nacional de 59,5%: a literacia no sexo masculino é de 74% e no sexo feminino é de 56%. Em Nirmal, 14% da população está abaixo dos 6 anos de idade.